# Béalcourt
Béalcourt là một xã ở tỉnh Somme, vùng Hauts-de-France, Pháp.

## Địa lý
A small village, Xã này tọa lạc trên đường D99, bêb bờ sông Authie, biên giới giữa hai tỉnh Somme và Pas-de-Calais.

## Dân số
| 1962                                                           | 1968 | 1975 | 1982 | 1990 | 1999 |
| -------------------------------------------------------------- | ---- | ---- | ---- | ---- | ---- |
| 113                                                            | 143  | 138  | 135  | 115  | 105  |
| Số liệu điều tra dân số từ năm 1962, dân số không tính hai lần |      |      |      |      |      |